# Führende Köpfe der baltischen Staaten
Führende Köpfe der baltischen Staaten ist ein Buch mit 31 Porträts von Viktor Zinghaus.

## Einführung
Es erschien 1938 in  Kaunas [u. a.] im Ostverlag der Buchhandlung Pribačis (Kaunas und Leipzig), einem Verlag, in dem in den 1930er Jahren die maßgeblichen Lehrbücher für den Deutsch- und den Französischunterricht an litauischen Schulen erschienen, und die bis zum Einmarsch der Sowjets durchaus eine intellektuelle Kundschaft hatte.
Das Buch enthält kurze Lebensbeschreibungen von Persönlichkeiten aus den Staaten Litauen, Lettland und Estland seiner Zeit.
Der Verfasser hatte 1929 mit der Arbeit Die Holzbearbeitungsindustrie der UdSSR unter besonderer Berücksichtigung des sowjetrussischen Holzexportes (= Abhandlungen des wirtschaftswissenschaftlichen Seminars zu Jena XIX.3) promoviert.

## Inhalt
Das Buch enthält Lebensbeschreibungen folgender Persönlichkeiten:
Litauen: Staatspräsident Antanas Smetona, Ministerpräsident Juozas Tūbelis, Außenminister Stasys Lozoraitis, Erzbischof Juozapas Skvireckas, Prof. Mykolas Römeris, Oberbefehlshaber Stasys Raštikis, Prof. Mykolas Biržiška, Bürgermeister Antanas Merkys, Sofija Ciurlionis, Rechtsanwalt Jacob Robinson;
Lettland: Staatspräsident Karlis Ulmanis, Kriegsminister Jānis Balodis , Außenminister Vilhelm Munters, Minister Alfreds Berzins, Finanzminister Ludvigs Ēķis, Jūlijs Druva, Prof. Francis Balodis, Prof. Peteris Šmits, Edvards Virza, Aleksandrs Grīns, Kārlis Zāle;
Estland: Staatsoberhaupt Konstantin Päts, General Johan Laidoner, Ministerpräsident Kaarel Eenpalu, Außenminister Dr. Friedrich Akel, Wirtschaftsminister Kaarel Selter, Jaan Tönisson, Anton Tammsaare, Gustav Suits, Prof. Paul Kogerman, Paul Pinna.